# Korona (Passau)
Korona ist ein Pfarrdorf und amtlich benannter Gemeindeteil in der kreisfreien Stadt Passau.
Seine Eigenschaft als selbständiger Gemeindeteil hat Korona verloren, da er mit den Gemeindeteilen Dietzing und Patriching zusammengewachsen ist. Aus der Volkszählung von 1987 liegen deshalb keine eigenen Daten für den Ort vor, da diese in den Daten von Patriching enthalten sind.

## Lage
Korona liegt etwa fünf Kilometer nordwestlich der Altstadt von Passau zwischen den rund 100 Meter tiefer liegenden Flüssen Ilz und Donau und 500 Meter östlich der Bundesstraße 85.

## Geschichte
Der Ort gehörte zur ehemaligen Gemeinde Hacklberg, die zum 1. Juli 1972 nach Passau eingegliedert wurde. Die letzte getrennte Ermittlung der Einwohnerzahl erfolgte im Jahr 1970 und betrug 168. Im Jahr 1961 waren es noch 50 Einwohner in zwölf Wohngebäuden.

## Baudenkmäler
Im Mesnerweg 10 liegt die denkmalgeschützte Katholische Wallfahrtskirche St. Korona. Der Zentralbau auf griechischem Kreuz wurde um 1635/40 errichtet und hat Satteldächer mit Dachreitern.